# Ulf Rollof

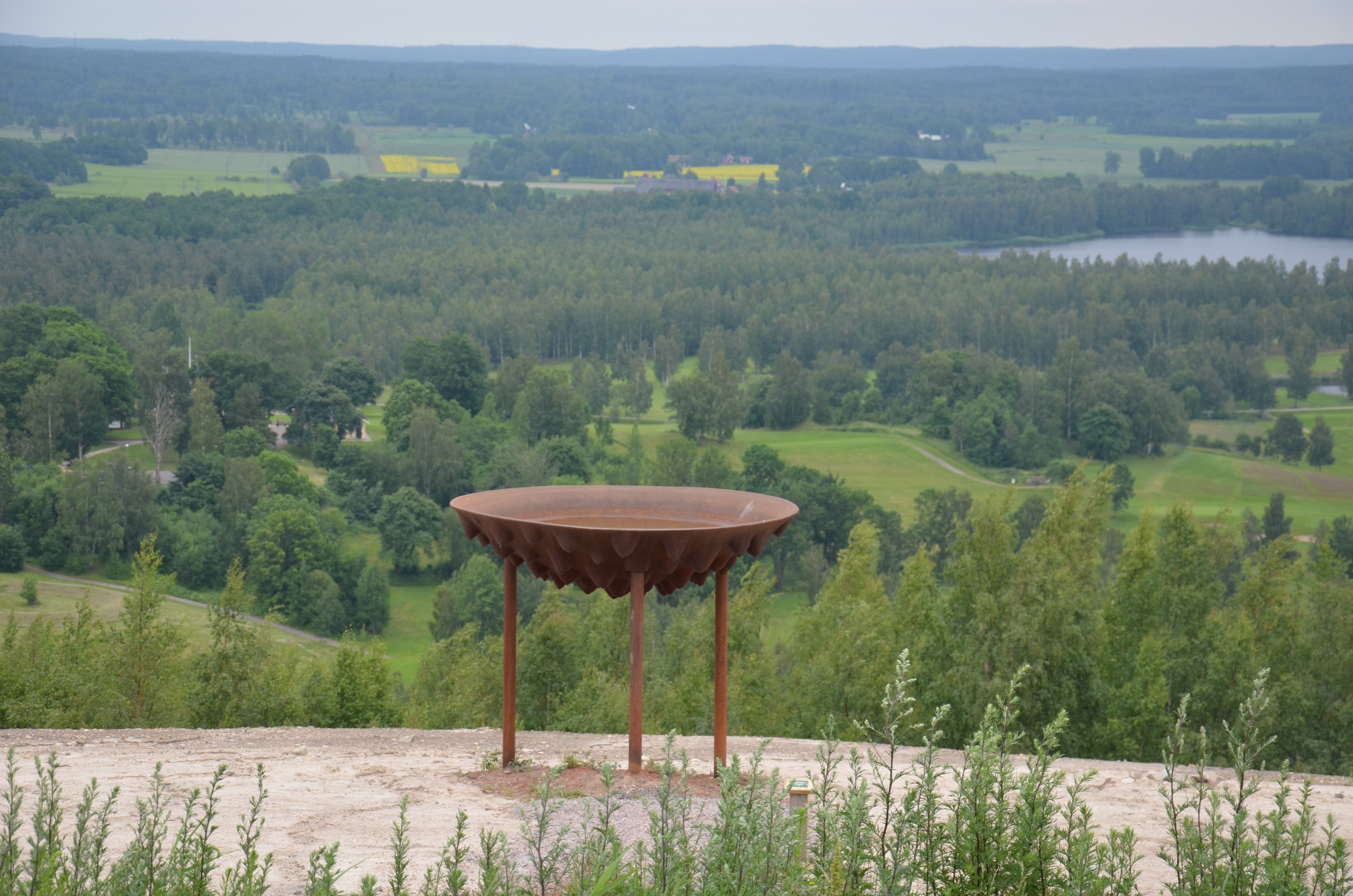
Bröstskål, 2000, Konst på Hög

Carl Ulf Rollof, född 16 oktober 1961 i Karlskrona, är en svensk bildkonstnär.
Ulf Rollof utbildade sig vid Kungliga Konsthögskolan i Stockholm 1982–1987.
Han deltog i documenta IX i Kassel 1992. Rollof finns representerad vid bland annat Göteborgs konstmuseum och Nordiska Akvarellmuseet
Han fick Gannevikstipendiet 2019.

## Separatutställningar i urval
- Under på Millesgården i Lidingö 2008 med utställningsarkitektur av arkitekt Erik Andersson
- Golf of Mexico på Museo de la Ciudad i Queretaro i Mexiko 2008
- 7 C’s vid Venedigbiennalen i Venedig 1999
- Octopus, plast och stål, 2001, Åsvägen, Hässleholmen i Borås
- Eldsoffa, tegel, väster om vägkorsningen E12/Riksväg 92, vid den östra infarten till Vännäs, del av Konstvägen Sju Älvar